# Charles Brigham (Basketballtrainer)
Charles Brigham (* 1949) ist ein US-amerikanischer Basketballtrainer.

## Laufbahn
Brigham trainierte in den früheren 1990er Jahren den deutschen Bundesligisten BG Stuttgart/Ludwigsburg und nahm mit der Mannschaft auch am Europapokal teil. Danach war der studierte Psychologe Assistenztrainer bei Stuttgart/Ludwigsburg und wurde im Frühjahr 1993 bis zum Saisonende 93/94 als Nachfolger von Dan Palmer wieder Cheftrainer. 1994 wurde er Trainerassistent beim Bundesliga-Konkurrenten SSV Ulm, 1995 wechselte Brigham nach Schweden und wurde Cheftrainer beim Erstligisten Heta Skåne in Malmö. Im Laufe der Saison 1995/96 kam es zwischen dem Verein und Brigham zur Trennung.
Ende Dezember 1999 wurde er als Cheftrainer von SSV Ulm eingestellt. Im November 2000 endete seine Amtszeit in Ulm.
Brigham arbeitete im Laufe seiner Karriere auch als Talentspäher für den NBA-Klub Orlando Magic und trat als Cheftrainer von Basketball-Camps in Belgien auf.